# Lathyrus lomanus
Lathyrus lomanus är en ärtväxtart som beskrevs av Ivan Murray Johnston. Lathyrus lomanus ingår i släktet vialer, och familjen ärtväxter. Inga underarter finns listade i Catalogue of Life.